# Ямпольский, Бамиделе
Бамиделе (Дела) Ямпольский (ивр. דלה ימפולסקי‎; 28 июля 1988, Нигерия) — израильский футболист, полузащитник.

## Биография
Родился в 1988 году в Нигерии. Свою фамилию получил после переезда в Израиль от своего отчима, имевшего российское происхождение. 
В 2004 году перешёл в «Маккаби Нетания», за который два года выступал на молодёжном уровне. После 7 лет проведённых в клубе, перешёл в «Маккаби Хайфа». Также выступал за команды Высшей лиги «Хапоэль Хайфа» и «Хапоэль Раанана». С 2015 года выступает за клубы низших лиг Израиля.